# 千貫神輿
千貫神輿（せんがんみこし・せんかんみこし）は、祭礼などで使用される神輿のうち特に大きいものをいう。
「千貫」の貫は、重さの単位であり現在では約3.75tに相当し、千貫で約3750kgとなるが、例えて大きく重いという意味となり、特に大きな神輿のことを「千貫神輿」というようになった。
戦前より都内最大級を誇る浅草・鳥越神社の御本社神輿が、元祖千貫神輿として有名。